# 綾羅木駅
綾羅木駅（あやらぎえき）は、山口県下関市綾羅木本町二丁目にある、西日本旅客鉄道（JR西日本）山陰本線の駅である。

## 歴史
- 1914年（大正3年）4月22日：長州鉄道の駅として開業[1]。旅客営業のみ。
- 1925年（大正14年）
  - 6月1日：長州鉄道線幡生以北の国有化により、鉄道省小串線の駅となる。但し当駅と福江駅・梅ケ峠駅は線内各駅間および下関駅との旅客のみ取り扱い[2]。
  - 8月5日：同日より下関駅以外の小串線外各駅相互間との旅客を取り扱い[3]。
- 1926年（大正15年）7月20日：一般旅客・手荷物・小荷物・旅客附随小荷物の扱いを開始[4]。その後小荷物については扱いを終了（時期不詳）。
- 1933年（昭和8年）2月24日：小串線が山陰本線に編入され、山陰本線所属駅に変更[5]。
- 1950年（昭和25年）9月15日：駅舎改築[6]。
- 1951年（昭和26年）8月20日：小荷物の取り扱いを再開[7]。
- 1971年（昭和46年）12月20日：業務委託駅となる[8]。
- 1984年（昭和59年）2月1日：荷物扱い廃止[9]。
- 1987年（昭和62年）4月1日：国鉄分割民営化により、西日本旅客鉄道（JR西日本）の駅となる[9]。
- 2020年（令和2年）10月1日：無人駅となる。

## 駅構造

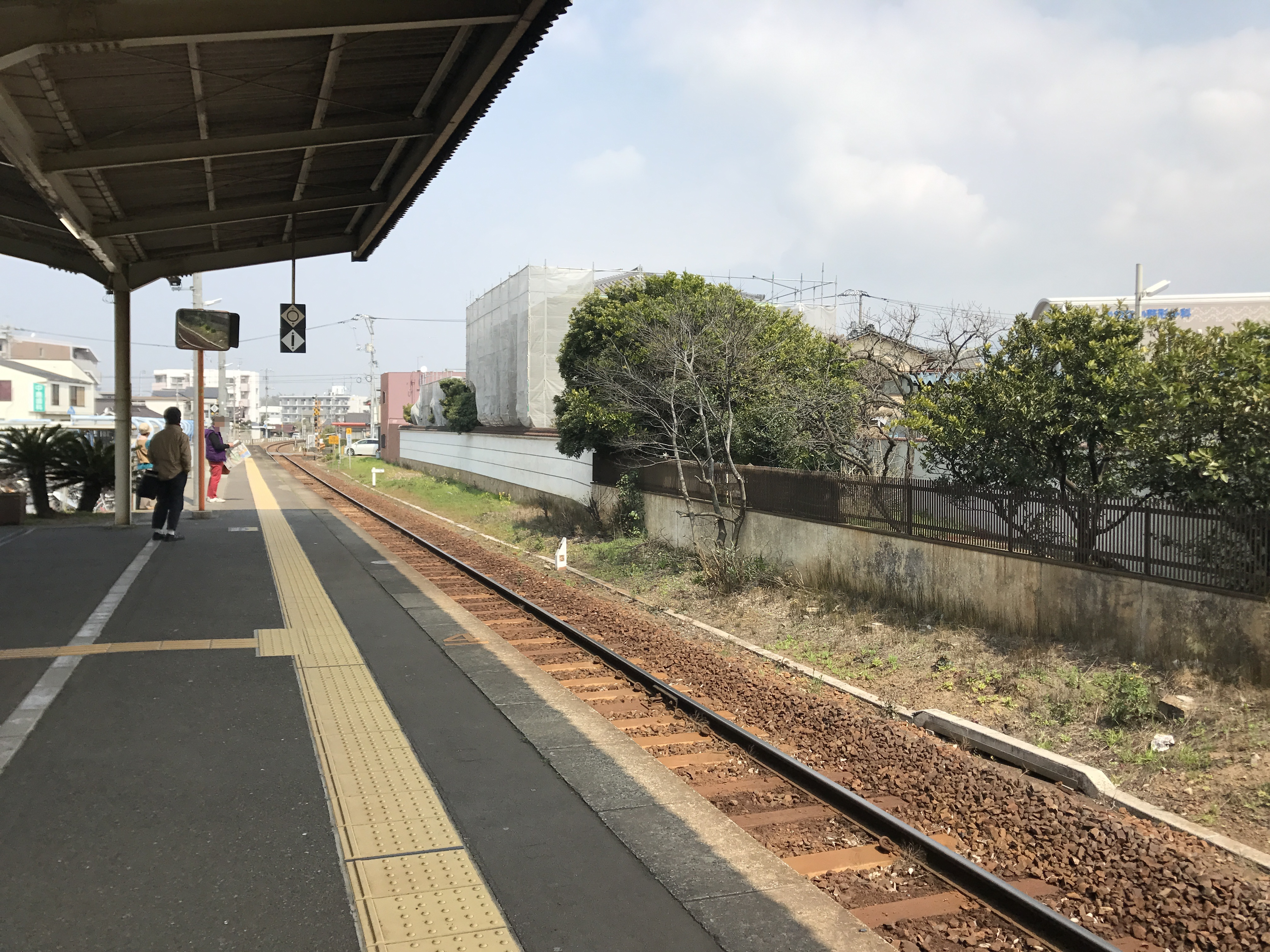
ホーム（2017年3月）

下関方面に向かって右側に1面1線の単式ホームがある地上駅（停留所）。棒線駅のため、下関方面行きと小串方面行きの双方が同一ホームに発着する。現在は無人駅であるが、2020年9月までは有人駅であった。

## 利用状況
1日の平均乗車人員は以下の通り。2023年の1日当たりの利用者数は1262人、年間利用客数は23万862人である。
| 乗車人員推移 | 乗車人員推移 |
| 年度         | 1日平均人数  |
| ------------ | ------------ |
| 1999         | 1,408        |
| 2000         | 1,358        |
| 2001         | 1,262        |
| 2002         | 1,207        |
| 2003         | 1,206        |
| 2004         | 1,152        |
| 2005         | 1,156        |
| 2006         | 1,152        |
| 2007         | 1,119        |
| 2008         | 961          |
| 2009         | 964          |
| 2010         | 937          |
| 2011         | 902          |
| 2012         | 873          |
| 2013         | 902          |
| 2014         | 886          |
| 2015         | 891          |
| 2016         | 843          |
| 2017         | 840          |
| 2018         | 822          |
| 2019         | 769          |
| 2020         | 613          |
| 2021         | 593          |
| 2022         | 610          |
| 2023         | 631          |

## 駅周辺
川中地区の住宅街の中にあり、駅前を山口県道248号下関港安岡線（旧国道191号）が通る。駅北側には綾羅木川、駅東側にはゆめシティ、駅西側には国道191号（下関北バイパス）がある。
- 下関市役所川中支所・川中公民館
- ゆめシティ
- 中山神社
- 下関市立川中中学校
- 下関市立垢田中学校
- 下関市立川中小学校
- 下関市立川中西小学校
- 下関市立垢田小学校
- 山口銀行綾羅木支店
- 下関綾羅木郵便局
- 国道191号（下関北バイパス）
- 山口県道248号下関港安岡線（旧国道191号）
- 山口県道256号綾羅木停車場線
- 山口県道259号新下関停車場線
- サンデン交通「綾羅木」停留所
- 下関市消防局 北消防署
- 下関警察署 川中交番
- 綾羅木川

※山陽新幹線・山陽本線新下関駅とは、直線距離で約2.5kmほどである。

## バス路線
駅に乗り入れる路線は存在しない。最寄りのバス停留所は下関市役所川中支所・川中公民館の前の「綾羅木支所前」停留所で駅から170m程度の距離である。また、県道248号上には「綾羅木」停留所があり、こちらは駅から300m程度の距離である。いずれもサンデン交通の路線が発着する。「綾羅木支所前」発着便は「綾羅木」発着便のうちの一部（「綾羅木中山神社」経由便）のみであるため、利便性は「綾羅木」停留所が勝る。
- 「綾羅木支所前」停留所
  - 北浦線・筋川線（[32A][32AB][61A]のみ）：下関駅 / 横野
  - 長安線（新下関西部循環線）[注 2]：新下関駅（松風町入口先回り / ゆめシティ前先回り）

- 「綾羅木」停留所
  - 北浦線・筋川線：下関駅 / 横野
  - 長安線（新下関西部循環線・ゆめシティ循環線）：新下関駅（松風町入口先回り / ゆめシティ前先回り）
  - 長安線：下関駅 / 新下関駅

## 隣の駅
西日本旅客鉄道（JR西日本）
■山陰本線
梶栗郷台地駅 - 綾羅木駅 - 幡生駅